# Bryobia cooremani
Bryobia cooremani är en spindeldjursart som beskrevs av Eyndhoven och Vacante 1985. Bryobia cooremani ingår i släktet Bryobia och familjen Tetranychidae. Inga underarter finns listade.